# شيريل ريد
شيريل ريد (بالإنجليزية: Cheryl Reed)‏ هي صحفية أمريكية، ولدت في 1966.